# Borneobladvogel
De borneobladvogel (Chloropsis kinabaluensis) is een vogel uit de familie van de bladvogels. Deze vogel werd lang beschouwd als een ondersoort van de blauwvleugelbladvogel, C. cochinchinensis kinabaluensis.

## Kenmerken
Een opvallend kenmerk van deze bladvogels is dat het vrouwtje ook een zwartgekleurde vlek op de keel heeft. Hierin ontbreekt echter de baardstreep met blauwe metaalglans. Het mannetje lijkt sterk op het mannetje van de blauwvleugelbladvogel, maar heeft een duidelijk gele kruin.

## Leefwijze
De vogel vertoont een opvallend zwerfgedrag en kan soms plaatselijk talrijk zijn als daar (tijdelijk) bepaalde rijpe bessen of vruchten aanwezig zijn.

## Verspreiding en leefgebied
De borneobladvogel is een endemische bladvogel van montane tropische bossen in Sabah en het bergachtige grensgebied tussen Sarawak, Sabah en Oost-Kalimantan op het eiland Borneo. De wetenschappelijke naam verwijst naar de berg Kinabalu.

## Status
De borneobladvogel is een vogel van goed ontwikkeld, vochtig tropisch regenwoud op hellingen tussen de 550 m en 2200 m boven de zeespiegel. Dit type leefgebied is sterk gefragmenteerd, maar niet bedreigd. Plaatselijk is deze bladvogel algemeen. De grootte van de populatie is niet gekwantificeerd, maar het aantal neemt af. Het tempo van achteruitgang wordt geschat onder de 30% in tien jaar (minder dan 3,5% per jaar). Om deze redenen staat deze bladvogel als niet bedreigd op de Rode Lijst van de IUCN.